# Vespa affinis
Espèce
Synonymes
- Vespa unifasciata
- Vespa alduini
- Vespa bimaculata
- Vespa nigripennis
- Vespa cincta
- Vespa indosinensis
- Vespa formosana

Vespa affinis, insecte hyménoptère de la famille des Vespidae, est un frelon vivant en Asie.

## Morphologie
Les ouvrières mesurent entre 19 et 25 mm, les mâles 26 mm et les reines 30 mm. 

## Comportement

### Reproduction
Les nids sont construits sur les arbres ou dans les buissons. Les nids peuvent contenir plusieurs reines.

## Répartition
Cette espèce est présente en Asie. Elle a été identifiée au
Japon, 
sur l'île de Taïwan, 
les grandes îles de la Sonde,,, 
la péninsule Malaise et en 
Inde.

## Liste des sous-espèces
- Vespa affinis subsp. alduini Guerin, 1831
- Vespa affinis subsp. alticincta van der Vecht, 1957
- Vespa affinis subsp. archiboldi van der Vecht, 1957
- Vespa affinis subsp. continentalis Bequard, 1936
- Vespa affinis subsp. hainensis Bequard, 1936
- Vespa affinis subsp. indosinensis Perkins, 1910
- Vespa affinis subsp. moluccana van der Vecht, 1957
- Vespa affinis subsp. nigriventris van der Vecht, 1957
- Vespa affinis subsp. picea Buysson, 1905
- Vespa affinis subsp. rufonigrans van der Vecht, 1957